# Giulio Quercini
Giulio Quercini, né le 16 décembre 1941 à Sienne (Toscane) et mort le 3 octobre 2023 à Florence (Toscane), est un homme politique italien, député sous la Xe Législature.

## Biographie
Né à Sienne le 16 décembre 1941, Giulio Quercini suit le lycée « classique » et occupe divers rôles politiques au sein de la Fédération des jeunes communistes italiens et du Parti communiste italien. Il est conseiller régional du PCI en Toscane de 1980 à 1987, année à laquelle il est élu député dans la circonscription Florence-Pistoia. En juin 1990, il est élu chef du groupe parlementaire communiste, qui change de dénomination en 1991 pour Groupe communiste - PDS.